# Pies Descalzos (manga)
Pies Descalzos (Hadashi no Gen, literalmente ‘Gen, el descalzo’ en idioma japonés) es un manga autobiográfico creado e ilustrado por Keiji Nakazawa. Basado en las experiencias del autor, narra la historia de un estudiante de primaria de nombre Gen Nakaoka que junto a su madre sobrevive al bombardeo atómico de Hiroshima, ocurrido el 6 de agosto de 1945.
El manga es un shōnen (historieta para jóvenes) que contiene drama y escenas históricas. El primer capítulo fue publicado en el n.º 25 de 1973 de la revista semanal Shōnen Jump y terminó en el n.º 39, en el año 1974.
El primer volumen recopilatorio apareció en 1984 en japonés.
La recopilación alcanzaría los 10 volúmenes.
En 2004 se relanzaron los primeros cuatro volúmenes de este manga.
En España fue publicado por la editorial Otakuland en 2002 y,
años más tarde, en 2015, la editorial Debolsillo volvió a publicarlo.
En 1983, el manga fue llevado a la animación como una película de dos partes, tituladas Barefoot Gen y Barefoot Gen 2, respectivamente. Se sabe que en España la empresa Manga Films distribuyó la primera película en formato VHS, una edición muy rara y difícil de encontrar.
Fue doblada al catalán y se emitió en TV3 (Cataluña). No se sabe si la segunda película se llegó a doblar al idioma español.

## Argumento
Pies Descalzos trata sobre un estudiante de primaria de nombre Gen Nakaoka, que es junto a su madre, y su hermano Kôji por encontrarse en el frente de guerra; el único superviviente de su familia al bombardeo atómico de Hiroshima, y tiene que vivir en tiempos de desesperación y angustia. A lo largo de la trama es despreciado por otros, pues su padre era pacifista y se rehusó a ir a la guerra.

## Personajes
- Gen Nakaoka: es un niño de 6 años sobreviviente de la bomba atómica de Hiroshima e hijo de Daikichi y Kimie.
- Daikichi: es el padre de Gen, esposo de Kimie, padre de 3 hijos y uno por nacer. Fallece atrapado en las ruinas incediadas de su casa, a causa de la bomba, junto a su hija e hijo menor.
- Kimie: es la madre de Gen, esposa de Daikichi, madre de 3 hijos y está embarazada a la caída de la bomba.
- Hermanos:

Kôji Nakaoka - Hermano mayor de la familia. Durante la guerra se une a la Marina, y después trabaja como ingeniero para tratar de aportar dinero a la familia. Este personaje no aparece en la película de animación.
Eiko Nakaoka - Hermana mayor de la familia, siempre al cuidado de su madre y padre. También fallece en el interior de su casa.
Tomoko Nakaoka - Segunda hermana de Gen, nacida después del bombardero de Little Boy. Gen deseaba para ella un mundo mejor, lleno de amigos, por eso la llama "Amistad". Muere al poco tiempo a causa de la malnutrición y efectos de la radiación.
Shinji Nakaoka - Hermano pequeño de Gen, glotón e hiperactivo, normalmente se pelea con él, pero son inseparables. Fallece en el incendio de su casa.
Ryûta Kondo - Líder de un grupo de huérfanos es confundido por Gen con su hermano Shinji con el que guarda gran parecido. La madre de Gen lo acepta como hijo propio y ambos chicos acaban tratandose como hermanos y compartiendo mucho más que una lucha por la supervivencia.

## Lista de volúmenes
- 1984-01 (Japanese Volume 1)
- 1984-01 (Japanese Volume 2)
- 1984-01 (Japanese Volume 3)
- 1984-01 (Japanese Volume 4)
- 1984-01 (Japanese Volume 5)
- 1984-01 (Japanese Volume 6)
- 1984-01 (Japanese Volume 7)
- 1984-01 (Japanese Volume 8)
- 1984-12 (Japanese Volume 9)
- 1987-03 (Japanese Volume 10)
- 1988-03 (Japanese Volume 1 Re-Release)
- 1988-04 (Japanese Volume 2 Re-Release)
- 1988-04 (Japanese Volume 3 Re-Release)
- 1988-06 (Japanese Volume 4 Re-Release)
- 1988-07 (Japanese Volume 5 Re-Release)
- 1988-08 (Japanese Volume 6 Re-Release)
- 1988-09 (Japanese Volume 7 Re-Release)
- 1988-10 (Japanese Volume 8 Re-Release)
- 1988-11 (Japanese Volume 9 Re-Release)
- 1988-12 (Japanese Volume 10 Re-Release)
- 1996-06 (Japanese Volume 1 Chuko Comics Edition)
- 1996-07 (Japanese Volume 2 Chuko Comics Edition)
- 1996-08 (Japanese Volume 3 Chuko Comics Edition)
- 1998-05 (Japanese Volume 1 4th Edition)
- 1998-06 (Japanese Volume 2 4th Edition)
- 1998-06 (Japanese Volume 3 4th Edition)
- 1998-07 (Japanese Volume 4 4th Edition)
- 1998-07 (Japanese Volume 5 4th Edition)
- 1998-08 (Japanese Volume 6 4th Edition)
- 1998-08 (Japanese Volume 7 4th Edition)

## Enlaces
- Hadashi no Gen en MangaZone En línea
- Hadashi no Gen en Anime News Network
- Hadashi no Gen en Internet Movie Database (en inglés).
- Hadashi no Gen 2 en Internet Movie Database (en inglés).

- Datos: Q4347